# مو بروکس
مو بروکس (به انگلیسی: Mo Brooks) نمایندهٔ حوزه انتخابیه پنجم آلاباما از حزب جمهوری‌خواه ایالات متحده آمریکا در مجلس نمایندگان ایالات متحده آمریکا است که برای نخستین‌بار در ۸ ژانویه ۲۰۱۱ میلادی به‌عضویت این مجلس درآمد.